# Friedrich Koenig
Friedrich Gottlob Koenig (ur. 17 kwietnia 1774 w Eisleben, zm. 17 stycznia 1833 w Würzburgu) – niemiecki inżynier i wynalazca, współzałożyciel – razem z Andreasem Friedrichem Bauerem – pierwszej w Niemczech, istniejącej do dziś fabryki maszyn drukarskich Koenig & Bauer AG (w skrócie KBA).